# اریش فیشر (بازیکن فوتبال)
اریش فیشر (انگلیسی: Erich Fischer; ۳۱ دسامبر ۱۹۰۹ – دسامبر ۱۹۹۰) بازیکن فوتبال اهل آلمان بود.
وی همچنین در تیم ملی فوتبال آلمان بازی کرده‌است.